# Монахан Юнайтед
Футбольный клуб «Монахан Юнайтед» (англ. Monaghan United Football Club, ирл. Cumann Peile Mhuineacháin Aontaithe) — ирландский футбольный клуб из города Монахан, основанный в 1979 году.

## История
Клуб начал участвовать в первенстве Ирландии с 1985 года. В течение нескольких сезонов команда располагалась внизу турнирной таблицы по итогам чемпионата. В сезоне 1992/93 команда завоевала малые бронзовые медали и шанс выйти в Высшую лигу через стыковые матчи. Соперником в стыковых являлся «Уотерфорд Юнайтед». В первом матче, на стадионе «Уотерфорд Юнайтеда» была зафиксирована ничья, а в ответной игре «Монаган Юнайтед» разгромил соперника 3:0, и вышел в элиту. Первый сезон команда провела более положительно, чем отрицательно, закрепившись в середине таблице. Однако в следующем сезоне команда провально заканчивает чемпионат с 19-ю очками и 12-м место из 12-ти возможных. В первой лиге происходит аналогичная ситуация, но команда продолжает выступать на профессиональном уровне. Несколько сезонов проведя внизу, команда в сезоне 2000/01 завоёвывает малые серебряные медали и выходит в Высшую лигу. Команда опять занимает последнее место и вновь опускается в Первую лигу. Из сезона в сезон команда не блещет, занимая последние места в таблице. В сезоне 2011/12 команде удалось завоевать путевку в высший дивизион.

Ссылаясь на финансовые проблемы клуб принял решение не продолжать участие в Чемпионате Ирландии 2012/13.

## Достижения
Серебряный призёр Первой лиги (1)2000/01

## Статистика

Старая эмблема клуба

### Крупнейшие победы и поражения
Самые крупные победы:
- «Монаган Юнайтед» — «Лонгфорд Таун» — 5:0 (1992 год)[1]

Самые крупные поражения:
- «Монаган Юнайтед» — «Голуэй Юнайтед» — 0:8 (2001 год)[1]